# Pains (distrito de Santa Maria)
Pains es un distrito del municipio de Santa Maria, en el estado brasileño del Río Grande del Sur. Está situado en la parte central de Santa Maria. El asiento del distrito se encuentra a 15 km del Centro de Santa Maria.
El distrito de Pains posee un área de 133,61 km² que equivale al 7,46% del municipio de Santa María que es 1791,65 km².

## Historia
Con la creación del barrio Camobi, integrándolo al distrito de la Sede, sigue existiendo el "distrito de Camobi" que, hoy en día, es equivalente a los distritos de Arroio Grande (parte de) y Pains. Después de que se creó el distrito de Arroio Grande y para no ser confundido con el barrio del distrito de la Sede con el mismo nombre (Camobi), el Ayuntamiento creó el distrito de Pains.

## Límites
Los límites del distrito con los distritos de Arroio do Só, Palma, Passo do Verde, Santa Flora, São Valentim y Sede.

## Barrios
El distrito de Pains comprende el siguiente barrio:
- Pains

## Carreteras y ferrocarriles
- El ferrocarril cruza el distrito en la Villa de São Sebastião, en barrio Pains;
- En el distrito atraviesa las siguientes carreteras:
  - RSC-287: En el límite con el distrito de Arroio Grande. Carretera que une a Porto Alegre;
  - BR-392: Cruces en la parte oeste del distrito, en el Passo das Tropas Village, en barrio Pains. La autopista conecta a São Sepé;